# Дауда, Мохаммед
Мохаммед Дауда (англ. Dauda Mohammed; родился 20 февраля 1998 года, Ларабанга, Гана) — ганский футболист, нападающий клуба «Тенерифе», выступающий на правах аренды за клуб «Эльденсе».

## Клубная карьера
Мохаммед Дауда родился в маленьком городке Ларабанга в Северном регионе Ганы, детство его прошло в городе Сухум в Восточном регионе страны. Футболом Дауда начал заниматься в раннем возрасте, уже в девять лет он заметно выделялся среди сверстников уровнем мастерства. В 2011 году 12-летний футболист стал играть за команду юношей до 17 лет клуба «Мотиско». Через год он перешёл в клуб второго дивизиона Ганы «Глобал Старс» из Акры.
В сентябре 2014 года Дауда перешёл в клуб «Асанте Котоко», который на тот момент являлся чемпионом Ганы. Первый сезон он провёл в молодёжном составе клуба. В сезоне 2015 года Мохаммед стал играть за основной состав, принимал участие в матчах Лиги чемпионов АФК. Сезон 2016 года Дауда завершил с 8 забитыми голами в 20 матчах чемпионата Ганы, а 29 мая 2016 года в матче против «Течиман Сити» он сделал хет-трик.
В январе 2017 года Дауда провёл двухнедельный тренировочный сбор с бельгийским «Андерлехтом», по результатам которого с ним был подписан контракт на четыре с половиной года. Переход футболиста обошёлся бельгийскому клубу в 450 тыс. евро. В Гане относительно него было проведено разбирательство с участием самого игрока и его предыдущих клубов, связанное с подделкой документов и махинациях при оформлении сделки. 4 февраля 2018 года в матче против «Мехелена» Дауда дебютировал в Жюпиле лиге. Ганец не смог закрепиться в основном составе «Андерлехта», за год сыграв лишь 7 матчей в чемпионате Бельгии.
31 января 2019 года Дауда для получения игровой практики был отдан в аренду нидерландскому «Витессу» до конца сезона 2018/19. Игроком также интересовались австрийский «Штурм» и испанский «Кадис». 10 февраля Мохаммед дебютировал в чемпионате Нидерландов, выйдя на замену в матче с «Гронингеном». 24 февраля в матче с «Эмменом» Дауда впервые вышел в стартовом составе «Витесса», заменив травмированного Усаму Дарфалу, и отличился забитым голом.